# Onslaught (Magic: The Gathering)
Onslaught – dodatek do kolekcjonerskiej gry karcianej Magic the Gathering. Premiera miała miejsce 28 września 2002, jest to pierwszy dodatek z bloku Onslaught. Uczestnicy imprez przedpremierowych otrzymywali specjalnie na tę okazję przygotowane, foliowane karty promocyjne Silent Specter.

## Fabuła dodatku
Fabuła skupia się wokół legendarnego artefaktu, Mirari. Jest to kontynuacja wydarzeń zapoczątkowanych w poprzednim bloku i opowiada ona dalsze losy głównych postaci.
Kamahl barbarzyńca (ang. barbarian) podróżuje z mieczem Mirari przez Lasy Krosa (ang. Krosan Forest). Próbując zmazać swoje dawne przewinienia, zostaje druidem i odrzuca moc płynącą z jego miecza na rzecz zwykłej laski. W międzyczasie, porzucony przez niego miecz staje się katalizatorem wzrostu oraz mutacji stworzeń i roślin zamieszkujących Krosę. Moc płynąca z Mirari zmienia całą krainę.
Jeska, siostra Kamahla, wskutek działania ciemnych mocy zmienia się w Phage, demoniczną istotę której dotyk powoduje śmierć.
Ixidor iluzjonista, razem ze swoją piękną partnerką Niveą walczy w potyczkach na arenie, co kończy się śmiercią Nivei z rąk Phage. Pogrążony w żalu Ixidor wędruje po pustyni i odkrywa w sobie nowe moce kreacji rzeczywistości (ang. reality sculpting). Używa ich by stworzyć na pustyni pałac, w którym na wzór Nivei tworzy anioła Akromę. Akroma, posłuszna swojemu twórcy, dostaje od niego rozkaz by pomścić Niveę i rozprawić się z Phage. Kamahl próbując odzyskać swoją siostrę zostaje zaatakowany przez Akromę. Nie widząc innego wyjścia, sprzymierza się z Phage i zbiera armię by stawić czoła Ixidorowi.

## Tematyka
Główną tematyką dodatku są stwory i powiązania między nimi. Cały blok Onslaught skupia się na kilku głównych rasach stworów, które są najliczniej reprezentowane w danym kolorze. Dla każdej rasy przypada jeden, działający tylko z nią ląd. Pośród tych ras można wyróżnić pięć, które zostały szczególnie rozwinięte. Każda z nich dostała swojego avatara, swojego lorda i swojego czempiona.
| Typ stwora (Rasa) | Ląd                | Kolory             |
| ----------------- | ------------------ | ------------------ |
| Goblin            | Goblin Burrows     | Czerwony           |
| Elf               | Wirewood Lodge     | Zielony            |
| Wizard            | Riptide Laboratory | Niebieski          |
| Soldier           | Daru Encampment    | Biały              |
| Zombie            | Unholy Grotto      | Czarny             |
| Bird              | Seaside Haven      | Biały i Niebieski  |
| Cleric            | Starlit Sanctum    | Czarny i Biały     |
| Beast             | Contested Cliffs   | Zielony i Czerwony |

## Zestawy Startowe
- Bait & Switch (Niebiesko/Czarna)
- Celestial Assault (Biało/Niebieska)
- Devastation (czerwono/Zielona)
- Ivory Doom (Biało/Czarna)

## Mechaniki
W dodatku tym wprowadzone zostały nowe zdolności oraz nowe nazwy dla starych umiejętności:
- Morph
- Fear

Zdolności kart, które zostały wykorzystane we wcześniejszych dodatkach:
- Cycling